# Tanzan Ishibashi
Tanzan Ishibashi (石橋 湛山?, Ishibashi Tanzan; Tokyo, 25 settembre 1884 – Osaka, 25 aprile 1973) è stato un politico e giornalista giapponese ed ha ricoperto l'incarico di Primo ministro del Giappone dal 23 dicembre 1956 al 25 febbraio 1957. Durante lo stesso periodo è stato presidente del Partito Liberal Democratico giapponese.